# Station Håreina
Het Station Håreina is een halte in Håreina in de gemeente Aurland. De halte ligt aan Flåmsbana. Het station werd gebouwd in 1941.